# Daria Trubnikova
Daria Sergeyevna Trubnikova (en ruso: Дарья Сергеевна Трубникова; Tambov, 1 de enero de 2003) es una gimnasta rítmica rusa. Se convirtió en campeona del Campeonato Europeo de Gimnasia Rítmica de 2018. Representando a su país en los Juegos Olímpicos de la Juventud realizados en Buenos Aires, Argentina en 2018, Daria se colgó la medalla de oro en la categoría individual y como parte de un equipo mixto multidisciplinario. Se convirtió en campeona del Campeonato Europeo de Gimnasia Rítmica de 2018. A nivel nacional, logró la medalla de bronce en el Campeonato Junior de Rusia de 2018.

## Rutinas clásicas
| Año  | Modalidad | Canción utilizada                               |
| ---- | --------- | ----------------------------------------------- |
| 2018 | Aro       | "Libiamo ne' lieti calici" de Luciano Pavarotti |
| 2018 | Pelota    | "Steppe" de René Aubry                          |
| 2018 | Maza      | "Delicado", "Tico Tico" de Raul Di Blasio       |
| 2018 | Cinta     | "For Mama" de Matt Monro                        |